# 실리콘 밸리 뱅크
실리콘 밸리 뱅크(Silicon Valley Bank, SVB)는 미국 캘리포니아주 샌타클래라에 본사를 둔 과거의 상업은행이다. SVB는 파산 시점인 2023년 3월 10일까지 미국에서 16번째로 큰 은행이었으며 예금 규모 면에서는 실리콘 밸리에서 최대였다. 은행지주회사 SVB 파이낸셜 그룹의 자회사였다. 이 은행은 13개국 및 지역에 사무소를 두고 운영하였다.
2023년 3월 10일, 뱅크런이 발생한지 2일 만에 파산했다.